# Tamira Ailala

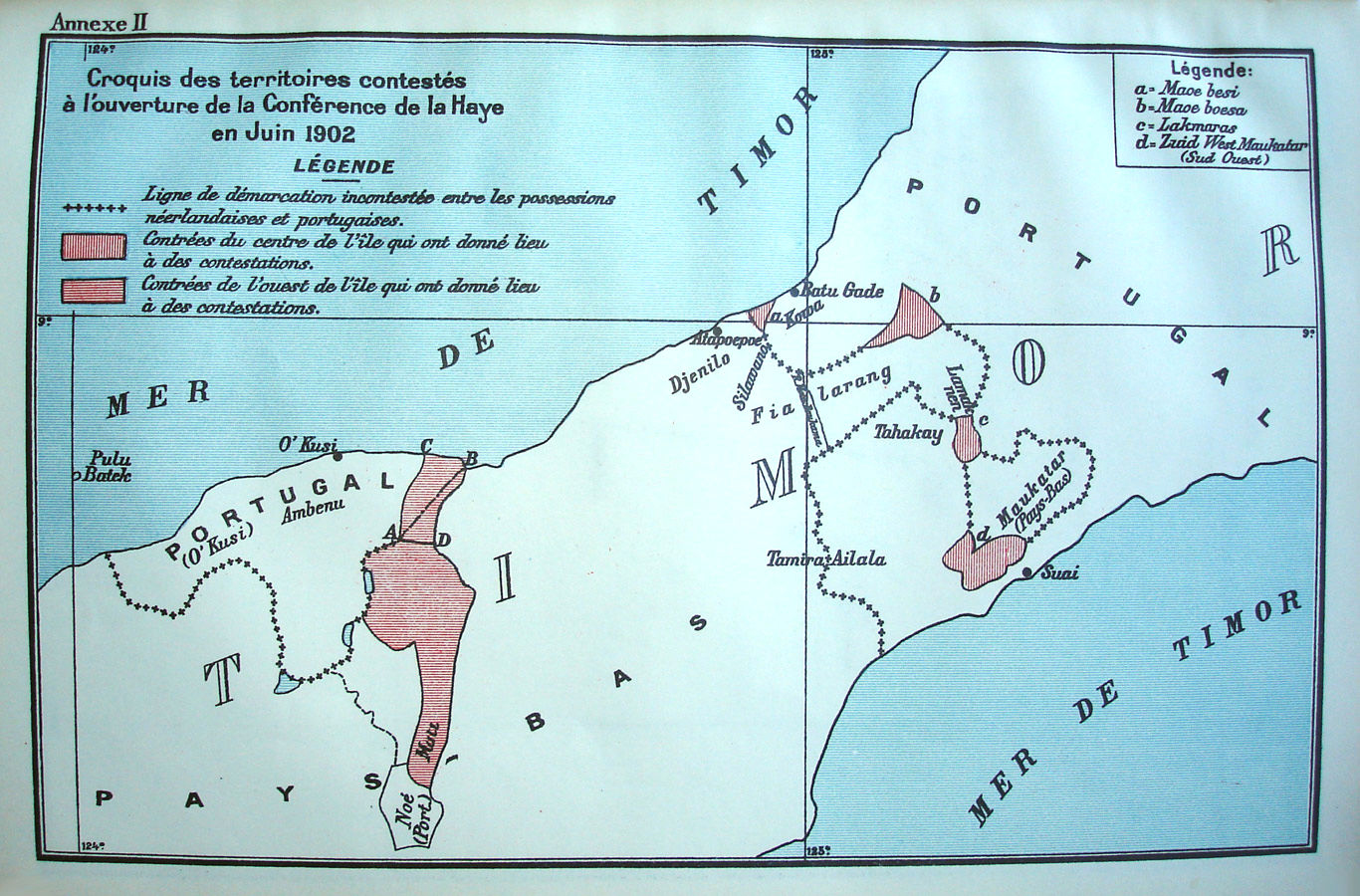
Kartenserie zum Schiedsspruch des Ständigen Schiedshofs vom 25. Juni 1914 zu den Grenzen auf Timor

Tamira Ailala (Tamiru Ailala) war eine Region in Zentraltimor.

## Geschichte
Mit der Den Haag-Konvention vom 1. Oktober 1904 wurde zwischen den beiden Kolonialmächten Portugal und den Niederlanden eine Vereinbarung über die Grenzziehung auf der Insel Timor geschlossen. Portugal sollte die niederländische Enklave Maucatar erhalten, im Austausch für die portugiesische Enklave Noimuti und die Grenzgebiete Tahakay, Tamira Ailala und Lamaknen. Die umstrittenen Gebiete im Osten von Oe-Cusse Ambeno wurden den Niederländern zugesprochen. Portugal ratifizierte den Vertrag bis 1909, doch dann kam es zum Streit um die Grenzziehung an der Ostgrenze von Oe-Cusse Ambeno. Eine endgültige Einigung kam aber erst nach einem Schiedsspruch des Ständigen Schiedshof in Den Haag am 25. Juni 1914. Am 17. August 1916 wurde der Vertrag in Den Haag unterzeichnet, der die weitgehend heute noch bestehende Grenze zwischen dem Staat Osttimor und dem indonesischen Westtimor festlegte. Am 21. November wurden die Gebiete ausgetauscht. In Tamira Ailala wäre man lieber bei Portugal geblieben.
Heute ist das Gebiet von Tamira Ailala Teil des indonesischen Regierungsbezirks Malaka.